# Chipayas

Aire de peuplement chipaya (en rouge)
Aire des anciens Uros (en vert)

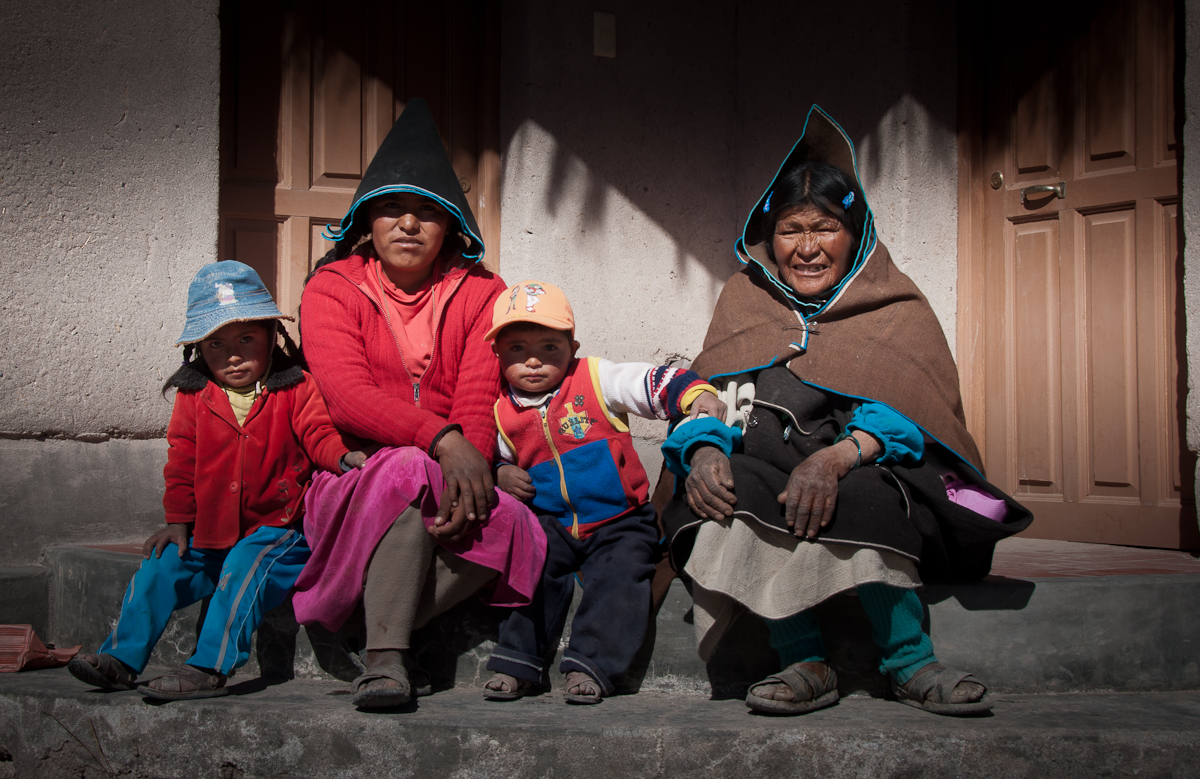
Habitants de Chipaya

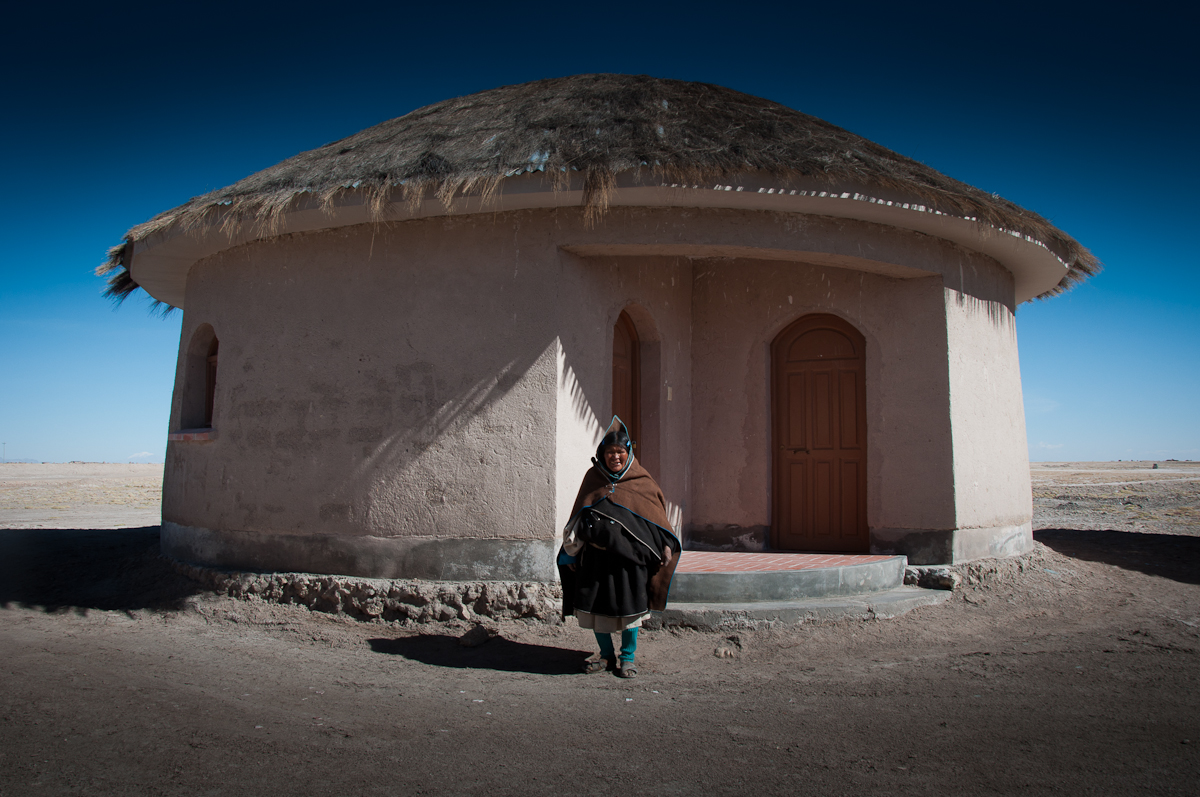
Habitation traditionnelle Chipaya

Les Chipayas sont une ethnie habitant dans un désert inhospitalier à plus de 4 000 mètres d'altitude dans l'Altiplano bolivien autour d'un ancien lac salé. Ils se font appeler aussi « le peuple de l'eau », car ils vivent en aménageant leur rivière, en creusant la terre et en construisant des barrages pour pouvoir dessaler l'eau saumâtre. Ils sont environ 2 000 habitants qui vivent en petite communauté. Les linguistes pensent que leur langue chipaya, radicalement différente du quechua et de l'aymara, était antérieure à celles-ci et qu'elle était largement parlée sur l'Altiplano à l'époque de Tiwanaku. Les Uros du lac Titicaca, vivant sur des îles flottantes en totora, furent aussi locuteurs des langues uru-chipaya avant de passer, dans la seconde moitié du XXe siècle, à l'aymara.

### Filmographie
- Rendez-vous en terre inconnue : Gérard Jugnot chez les Chipayas, film documentaire de Frédéric Lopez et Christian Gaume, France, 2010, 100'